# Eddie and the Hot Rods
Eddie and the Hot Rods é uma banda de pub rock formada em Essex, Inglaterra em 1975. Seu maior hit comercial foi "Do Anything You Wanna Do" de 1977. A banda se separou em 1981, mas foi reformada diversas vezes desde então, sendo o vocalista Barrie Masters o único integrante fixo.

## História

### Formação
A banda foi formada em 1975 pelo guitarrista Dave Higgs (que tocou anteriormente no "The Fix" com Lee Brilleaux), baterista Steve Nicol, baixista Rob Steel e vocalista Barrie Masters.
Antes de alcançar um semi-estrelato em 1977, os Hot Rods passaram por algumas trocas de integrantes: um dos primeiros a sair da banda foi o próprio Eddie, um boneco que aparecia nos primeiros shows dos Hot Rods e foi descartado assim que a piada perdeu a graça. Mais tarde o guitarrista Pete Wall entrou para a banda.
Em maio de 1975, depois de firmar um reputação com shows, eles asseguraram a residência de sábado à noite no The Kensington em Londres. Em outubro do mesmo ano dividiram a residência com os 101ers no Nashville. Em novembro, depois de resenhas positivas na imprensa sobre os seus shows ao vivo, eles assinaram um contrato pela Island Records.

### Successo comercial
Em 1975 Lew Lewis (harmónica) e Paul Gray (baixo) substituiram Wall e Steel. Lewis permaneceu na banda apenas para o lançamento dos primeiros dois singles. Com essa formação o Hot Rods tocou no famoso clube londrino "Marquee Club", a banda de abertura foi uma nova banda local chamada Sex Pistols tocando seu primeiro show e acabando num caos com os Pistols destruindo o equipamento dos Hot Rods. Durante um tempo no verão de 1976 eles duelaram a residência do Marquee por semanas alternadas com o AC/DC para ver quem conseguia colocar mais pessoas para dentro do clube em um dos mais verões mais quentes já registrados. Eles apareceram pela primeira vez nas paradas de singles do Reino Unido no final do mesmo ano com o EP "Live at the Marquee" e o single "Teenage Depression", uma energética música de rock and roll.</ref>
Depois do lançamento do álbum "Teenage Depression", que rendeu a eles a primeira aparição nas paradas de álbums do Reino Unido, eles gravaram outro EP chamado Live — At the Sound Of Speed. Durante o show das gravações deste EP, Graeme Douglas (membro do The Kursaal Flyers) se juntou a banda no palco para uma jam adicionando partes inexistentes nas músicas. Tal participação acabou se tornando permanente, e então começaram a escrever e trabalhar na produção de seu segundo álbum. A gravação de "Sound of Speed" traz Douglas em apenas uma música, foi decidido então que ele iria gravar overdubs de guitarra em estúdio para serem adicionados ao disco, para manter a essência do lançamento "ao vivo", Douglas teve a chance de gravar somente uma vez cada música.
Com a adição de Douglas ao grupo, a banda ficou em uma direção mais amigável do som das rádios. Seu maior sucesso veio de uma colaboração entre Douglas e Hollis, "Do Anything You Wanna Do" no verão de 1977, com a banda sob o apelido de "The Rods" Esse single alcançou a 9ª posição no Top 40 da grã-bretanha em agosto de 1977 e também provou ser popular com o público predominantemente punk da época, assim como o álbum que foi lançado no mesmo ano "Life on the Line". Ainda em 1977, os Hot Rods fizeram um turnê com Ramones e Talking Heads pelos Estados Unidos. No final do ano eles lançaram uma colaboração com o vocalista do MC5, Rob Tyner sob o nome Rob Tyner & the Hot Rods.
Ao começar as gravações para o próximo álbum, a banda tentou recapturar o sucesso de "Do Anything You Wanna Do" mas não conseguiu. O álbum Life on the Line gerou problemas com a CBS Records que tinha direitos contratuais sobre Douglas, tendo inclusive que ser removida sua foto das capas do disco em algumas edições. Encontraram-se ilhados em 1979, e em maio surgiram os rumores de que a banda iria se separar, com Gray participando de turnê com "The Members and Masters" e Nicol tocando como músico de suporte na banda. Eles assinaram pela EMI em agosto, e lançaram o álbum, "Fish'n'Chips", mas a banda teve seu fim em 1981.

### Reformas da banda
A banda passou por reformulações durante as décadas de 80 e 90, sendo que nenhuma delas alcançou o mesmo sucesso inicial. Em 2005, a banda se reuniu para uma turnê de aniversário de 30 anos com o lançamento Better Late than Never. Estão passando por uma renovada popularidade pela Europa com uma turnê regular, e também fez apresentações nos Estados Unidos pela primeira vez em 25 anos.

## Discografia

### Álbuns de estúdio
- Teenage Depression (1976), Island — (43º nas paradas do RU)[12]
- Life on the Line (1977), Island — (27º nas paradas do RU)[12]
- Thriller (1979), (50º nas paradas do RU)[12]
- Fish 'N' Chips (1981), EMI
- Gasoline Days (1992), Creative Man
- Better Late than Never (2005), Voiceprint
- Been There, Done That... (2006), Voiceprint

### Álbuns ao vivo
- One Story Town (1985), Waterfront
- BBC Radio 1 Live in Concert (1994), Windsong
- Live at the Paradiso (1998), Pub
- Get Your Rocks Off (2002), Jungle

### Compilações
- Rods (1977) Promo (Live & Out-takes)
- Wild Dogs (1982) (creditado à The Rods)
- Curse Of The Hot Rods também lançado como 1979 Freerange Studio — Covent Garden sessions (1992), Street Link
- Live and Rare (1993), Receiver
- Ties that Bind (1994), Dojo
- The End of the Beginning — the Best of Eddie & the Hot Rods (1994), Island
- Get Your Balls Off (1996), Skydog
- Doing Anything They Wanna Do... (1996), Anagram
- Do Anything You Wanna Do (2000), Spectrum
- The Singles Collection (2009), Captain Oi!

### Singles
| Lado A                                             | B-side(s)                                                                                                 | Ano  | Selo       | Cat. No.             | Paradas RU | Observações                        |
| -------------------------------------------------- | --- | ---- | ---------- | -------------------- | ---------- | ---------------------------------- |
| "Writing on the Wall"                              | "Cruisin' (in the Lincoln)"                                                                               | 1976 | Island     | WIP 6270             | —          |                                    |
| "Wooly Bully"                                      | "Horseplay (Weary of the Schmatlz)"                                                                       | 1976 | Island     | WIP 6306             | —          |                                    |
| "Teenage Depression"                               | "Shake"                                                                                                   | 1976 | Island     | WIP 6354             | 35         |                                    |
| "I Might be Lying"                                 | "Ignore Them"                                                                                             | 1977 | Island     | WIP 6388             | 44         |                                    |
| "Do Anything You Wanna Do"                         | "Schoolgirl Love"                                                                                         | 1977 | Island     | WIP 6401/ 12WIP 6401 | 9          | creditado à The Rods               |
| "'Til the Night Is Gone (Let's Rock)"              | "Flipside Rock"                                                                                           | 1977 | Island     | WIP 6418             | —          | Rob Tyner & the Hot Rods           |
| "Quit This Town"                                   | "Distortion May Be Expected"                                                                              | 1978 | Island     | WIP 6411             | 36         |                                    |
| "Life on the Line"                                 | "Do Anything You Wanna Do" (live) "(I Don't Know) What's Really Going On" (live) "Why Can't It Be" (live) | 1978 | Island     | WIP 6438/ 12WIP 6438 | —          | as 2 últimas faixas somente em 12' |
| "Media Messiahs"                                   | "Horror Through the Straightness"                                                                         | 1978 | Island     | WIP 6464             | —          |                                    |
| "Power and the Glory"                              | "Highlands One, Hopefuls Two"                                                                             | 1979 | Island     | WIP 6474             | —          |                                    |
| "At Night"                                         | "You Better Run" "Looking Around"                                                                         | 1980 | EMI        | EMI 5052             | —          |                                    |
| "Wide Eyed Kids"                                   | "Leave Us Alone"                                                                                          | 1980 | EMI        | EMI 5110             | —          |                                    |
| "Farther on Down the Road (You Will Accompany Me)" | "Fish 'n' Chips"                                                                                          | 1981 | EMI        | EMI 5160             | —          |                                    |
| "Fought for You"                                   | "Hey Tonight"                                                                                             | 1985 | Waterfront | WFS9                 | —          |                                    |

### EP's
- Live at the Marquee EP (1976), Island, IEP 2
  1. "96 Tears"
  2. "Get Out of Denver"
  3. "Medley: Gloria — (I Can't Get No) Satisfaction"
- At The Sound of Speed EP (1977), Island, IEP 5
  1. "Hard Drivin' Man"
  2. "Horseplay"
  3. "Double Checkin' Woman"
  4. "All I Need is Money"
  5. "On The Run" (somente versão 12')

### DVD's
- Do Anything You Wanna Do (1996), Cherry Red
- Live 2005 (2006), Plastic Head
- Introspective (2009), Voiceprint